# Johan Agrell
Johan Joachim Agrell, född 1 februari 1701 i Löts socken, Memmings härad, Östergötlands län, död 19 januari 1765 i Nürnberg var en svensk musiker och tonsättare.

## Biografi
Johan Agrell var son till komminister Johannes Agrelius och Margareta Landelius. Grundläggande musikutbildning torde han ha fått vid gymnasiet i Linköping under Eric Duræus och Anders Duræus.  Han skrevs 1721 in vid Uppsala universitet och var 1723 musikstipendiat. Han studerade troligtvis hos Roman, och blev 1723 kallad av prins Maximilian av Hessen-Kassel till kammarmusicus i Kassel. Därifrån gick han 1737 vidare till hovkapellet hos Wilhelm VIII av Hessen-Kassel. Han blev 1747 Stadtmusicus i Nürnberg, och stannade där till sin död.
Agrell gjorde flera resor, bland annat till Italien, Frankrike och England, och skördade överallt livligt bifall. Han utgav soloverk för klaver och violin, klaverkonserter, symfonier m.m., och är av musikhistorisk betydelse för sonatformens utveckling.
Ingen musik från hans tidiga år i Sverige finns bevarad. Men han tillägnade sina Sei Sonate per il Cembalo Solo, sex cembalosonater, till kung Adolf Fredrik med en önskan om att kallas hem till Sverige. Kungen hade emellertid redan en cembalist, Henrik Philip Johnsen, och Agrell återvände aldrig till Sverige.

## Verkförteckning
Många verk är förkomna.

### Symfonier
- Sinfonia i D-dur, op. 1 nr 1 (1746)
- Sinfonia i C-dur, op. 1 nr 2 (1746)
- Sinfonia i A-dur, op. 1 nr 3
- Sinfonia à 6 i B-dur, op. 1 nr 4 (1746)
- Sinfonia i G-dur, op. 1 nr 5
- Sinfonia i F-dur, op. 1 nr 6 (tryckt 1746)
- Sinfonia à 8 i D-dur (ca 1740–50)
- Sinfonia à 6 i F-dur (ca 1750–60)
- Sinfonia i D-dur (ca 1755–65)
- Sinfonia i E-dur (ca 1753)
- Sinfonia i Ess-dur (före januari 1738)

### Oboe och orkester
- Konsert nr 5 för oboe och stråkorkester i B-dur

### Cembalo och orkester
- Konsert för cembalo och stråkorkester i D-dur, op. 3 nr 2 (tryckt 1751–52)
- Konsert för cembalo, flöjt eller violin och stråkorkester i A-dur, op. 4 nr 1 (tryckt 1753)
- Konsert för cembalo, flöjt eller violin och stråkorkester i h-moll, op. 4 nr 2 (tryckt 1753)
- Konsert för cembalo, flöjt eller violin och stråkorkester i G-dur, op. 4 nr 3 (tryckt 1753)
- Konsert för cembalo och stråkorkester i A-dur (tryckt 1758)

### Violin och cembalo
- Sonat nr 2 för violin och cello eller fagott och/eller cembalo i A-dur (1734)

### Cembalo
- VI Sonaten per il Cembalo, op. 2 (1748)
- Konsert för cembalo eller orgel i D-dur, op. 3 nr 2 (tryckt 1762)

## Diskografi
- Symfoni, op 1:1, D-dur ; Symfoni, op. 1:3, A-dur ; Symfoni, op. 1:4, B-dur ; Symfoni, op. 1:6, F-dur Musik från frihetstiden. Nationalmusei kammarorkester. CD. Musica Sveciae MSCD 412. 1991.
- Symfoni, op 1:1-1:6 Sex sinfonior op 1. Nationalmusei kammarorkester. LP. Polar POLS 349. 1981.
- Symfoni, op 1, nr 6, F-dur Sten Frykbergs svenska favoriter. Symfoniorkestern Norrköping. LP. Sterling S 1003. 1976.
- Symfoni, op 1, nr 6, F-dur Swedish orchestral works. Symfoniorkestern Norrköping. CD. Fun House Classics/CNR 995.020-2. 1994.
- Symfoni, op 1, nr 6, F-dur Örebro kammarorkester. LP. Swedish Society Discofil SLT 33246. 1976.
- Konserter Concertos. LP. Supraphon 1110 4021-1110 4022. 1985.
- Konsert, flöjt, stråkar, D-dur The Swedish transverse flute. CD. Musikhögskolan i Malmö MMHCD 2002. 1992.
- Konsert, flöjt, stråkar, b.c., D-dur Flute concertos. Concerto Copenhagen. Chandos CHAN 0535. 1993.
- Konsert, flöjt, cembalo, h-moll ; Konsert, oboe, stråkorkester, B-dur Solo concertos. Concerto Copenhagen. CD. Musica Sveciae MSCD 411. 1994.
- Konsert, orgel, orkester, nr 4, c-moll Concertos for organ and orchestra. Alena Veselá ; Dvorák Chamber Orchestra. LP. Supraphon 1110 4021, 1110 4022. 1985.
- Konsert, flöjt, cembalo, stråkar, A-dur ; Konsert, flöjt, cembalo, stråkar, h-moll ; Konsert, flöjt, hammarklaver, stråkar, G-dur ; Konsert, cembalo, stråkar, A-dur 4 Konzerte. CD. Cavalli Records CCD 423. 2202.
- Konsert, flöjt, cembalo, stråkorkester, h-moll ; A-dur Konsert för flöjt och cembalo med stråkorkester. LP. Drottningholms barockensemble. Caprice CAP 1130. 1979.
- Konsert, cembalo, violin (2), b.c. Cappella nuova plays at Confidencen. CD. Artemis ARTE CD 7129. 1992. - Även utgiven på LP.
- Duett, flöjt (2), A-dur Viriditas per omnibus. Omnibus Wind Ensemble. Opus 3 CD 19304. 1994.
- Sonat, cembalo, op 2, C-dur The 12 keyboard sonatas. Anna Paradiso. SACD. BIS-2135. 2015.
- Sonat, klaverinstrument, nr 5, D-dur. Sats 5, Menuett ; Sonat, klaverinstrument, nr 6, g-moll. Sats 2, Menuett, variation 4 Gustaviansk klavermusik. Stig Ribbing. CD. Sterling CDA 1654-2. 2006.
- Sonat, cembalo, op 2 Sei sonate per il cembalo solo. Eva Nordenfelt. CD. Prophone PCD 004. 1991.
- Sonat, cembalo, op 2:1, B-dur ; op 2:5 D-dur. Swedish baroque harpsichord sonatas. Eva Nordenfelt. LP. Orion ORS 74157. 1974.

### Webbkällor
- Johan Joachim Agrell, författarpresentation i Projekt Runeberg
- Johan Agrell i Levande musikarv
- Johan Agrell i Nationalencyklopedin